# Edeby marmorbrott

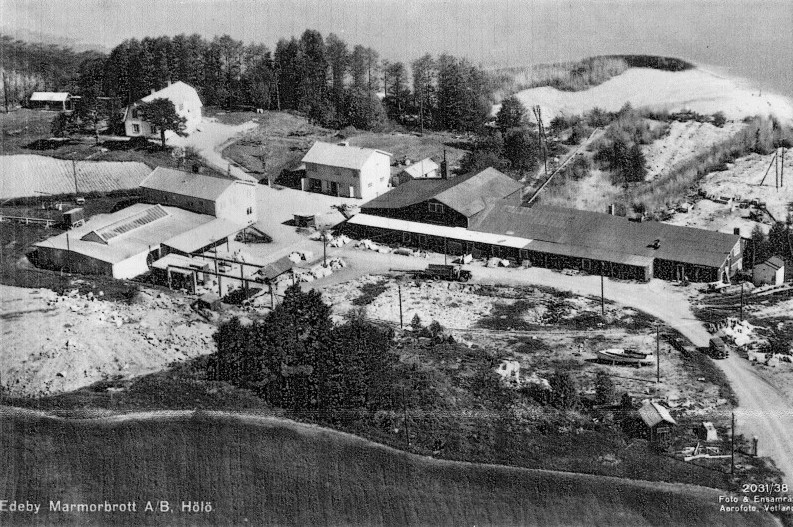
Edeby marmorbrotts industri vid Lillsjön, 1950-tal.

Edeby Marmorbrott AB var ett företag som bröt och bearbetade marmor i Hölö socken, Södertälje kommun. Verksamheten pågick mellan 1922 och 1972 och var knuten till Edeby säteri. Edebymarmorn är till sin struktur mycket lik kolmårdsmarmorn, dock inte så grön.

## Historik
I trakten kring Edeby säteri har det sedan början av 1900-talet funnits flera mindre marmorbrott. 1922 bildades Edeby Marmorbrott AB av bankmannen och ägaren till Edebygodset, Theodor Lundberg (1869–1960). Vid två brott utvecklades en lönsam industri. Det ena, mindre brottet låg vid Lillsjön (59°0′22″N 17°32′17.8″Ö / 59.00611°N 17.538278°Ö) och det andra i nuvarande orten Norrvrå (59°0′22.2″N 17°30′55″Ö / 59.006167°N 17.51528°Ö). Mittemellan dessa, vid Lillsjöns södra strand, uppstod en industri där marmorn sågades till block och vidare bearbetades. På 1930-talet byggdes en arbetarlänga för marmorfabrikens arbetare och på 1940-talet tillkom flera småhus som bostäder.
I Hölö kyrka finns en dopfunt från 1946 i Edebymarmor. Sin glanstid hade Edeby Marmorbrott under 1950- och 1960-talen, där som mest ett 60-tal anställda var sysselsatta. En av produkterna var fönsterbänkar i marmor som gick till miljonprogrammets byggen i Södertälje och Stockholm. Efter nedläggningen av verksamheten fylldes brotten med grundvatten. Det mindre vid Lillsjön nyttjas idag som grundvattentäkt och det större i Norrvrå är ortens badplats. Den tidigare industrin vid Lillsjön är idag en bilskrotningsanläggning.

### Brotten

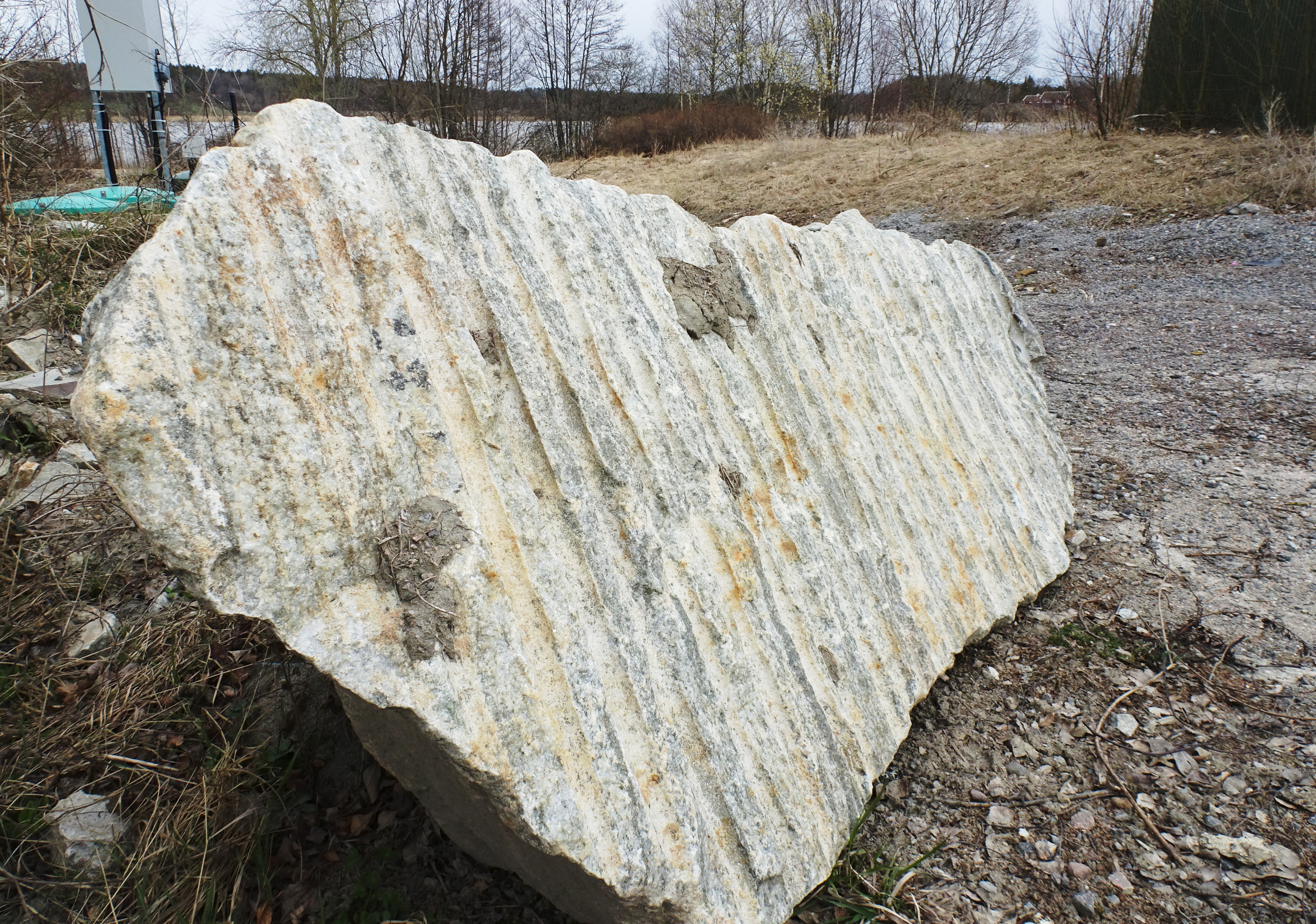
Obearbetat marmorblock vid före detta fabriken.
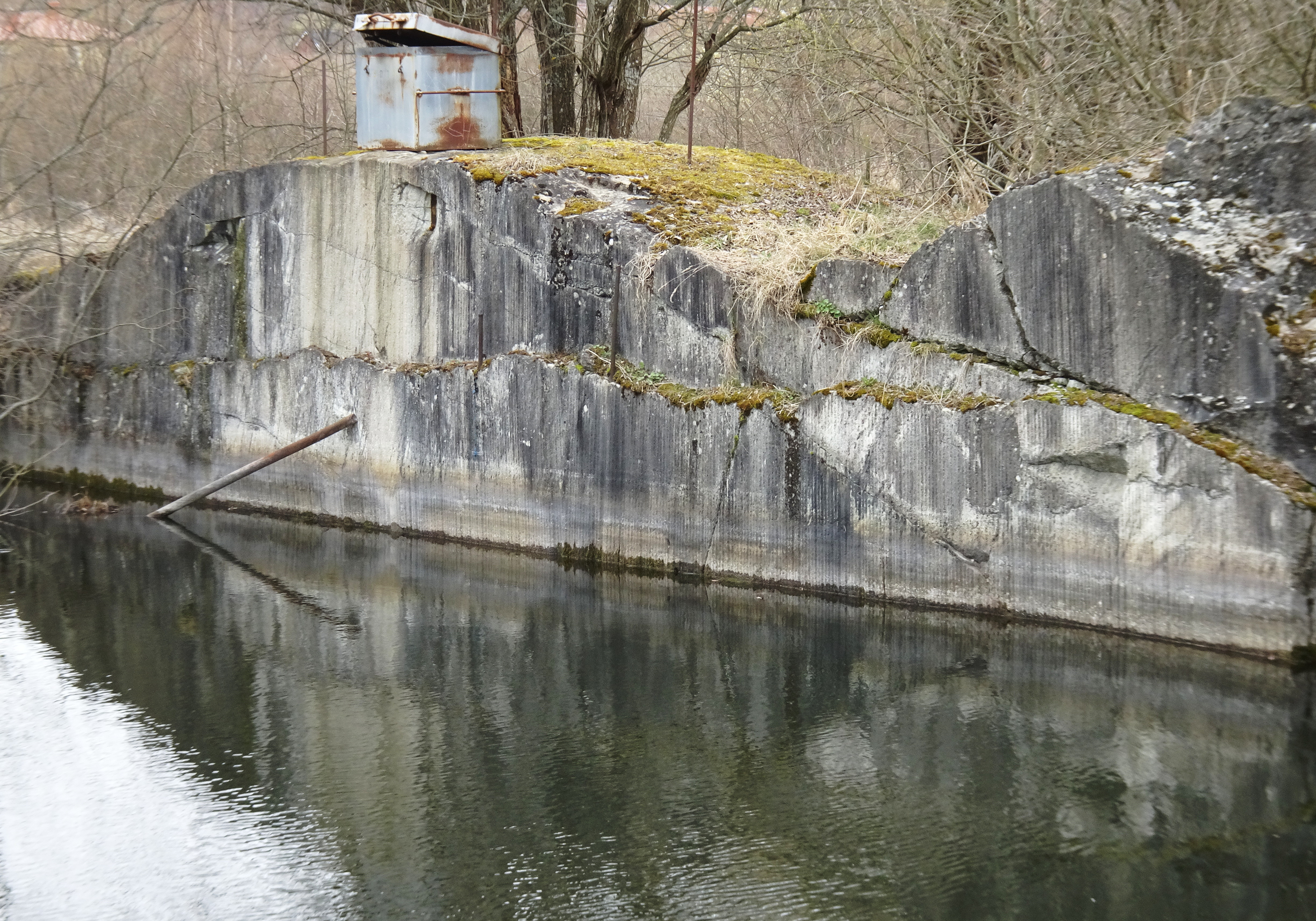
Brottet vid Lillsjön.
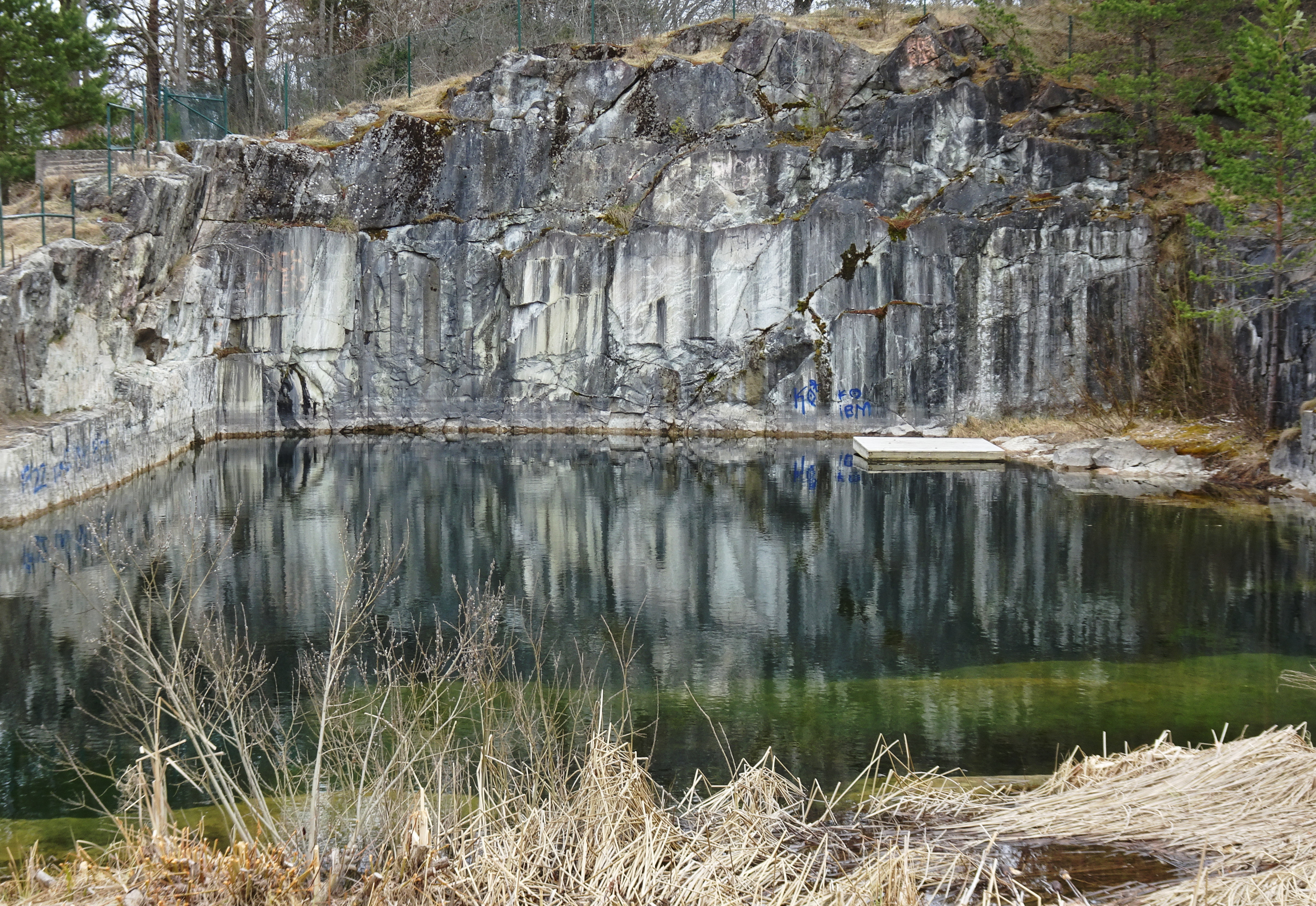
Brottet i Norrvrå.
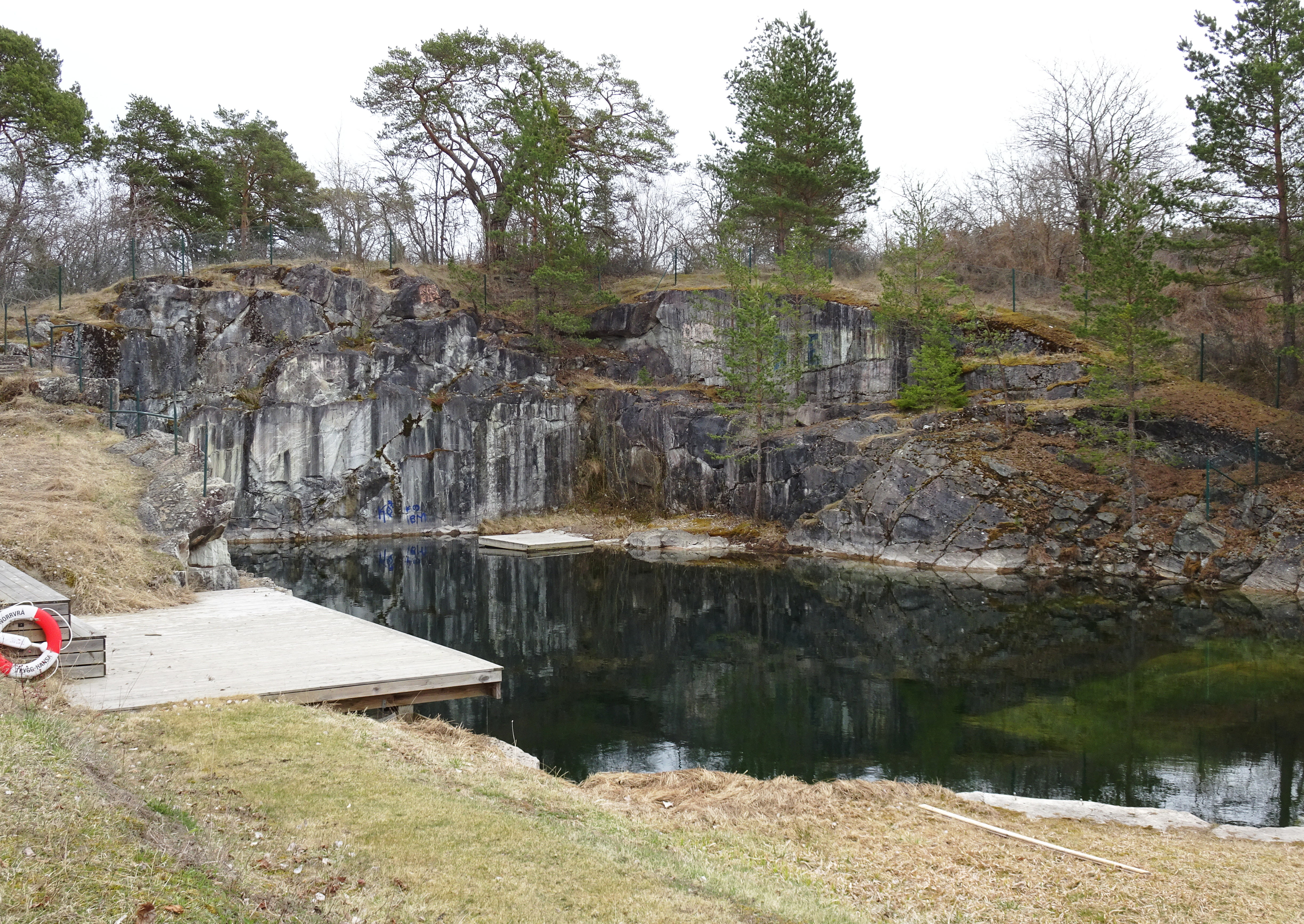
Brottet i Norrvrå.

### Exempel på Edebymarmor

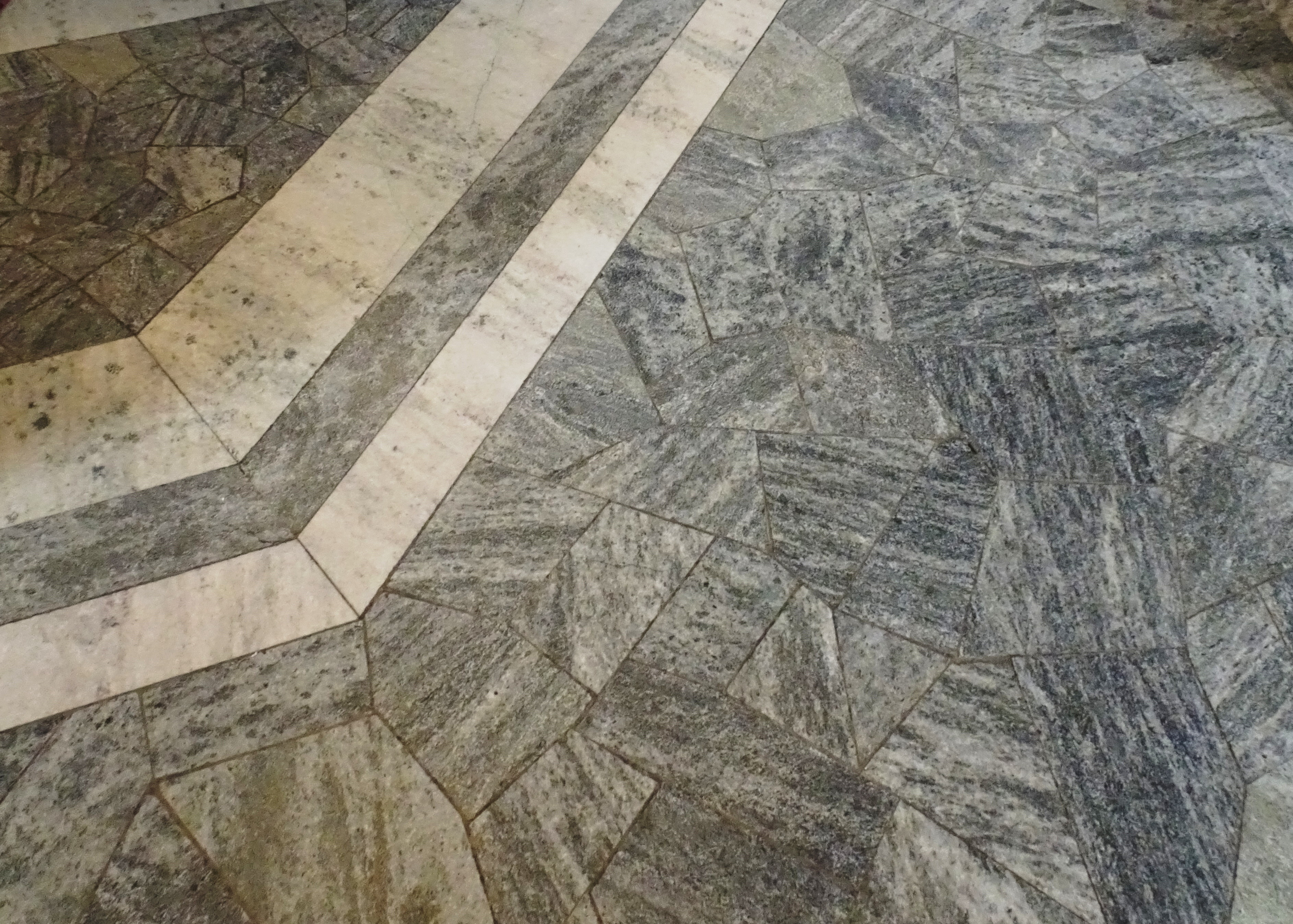
Marmorgolv i Edeby säteri.
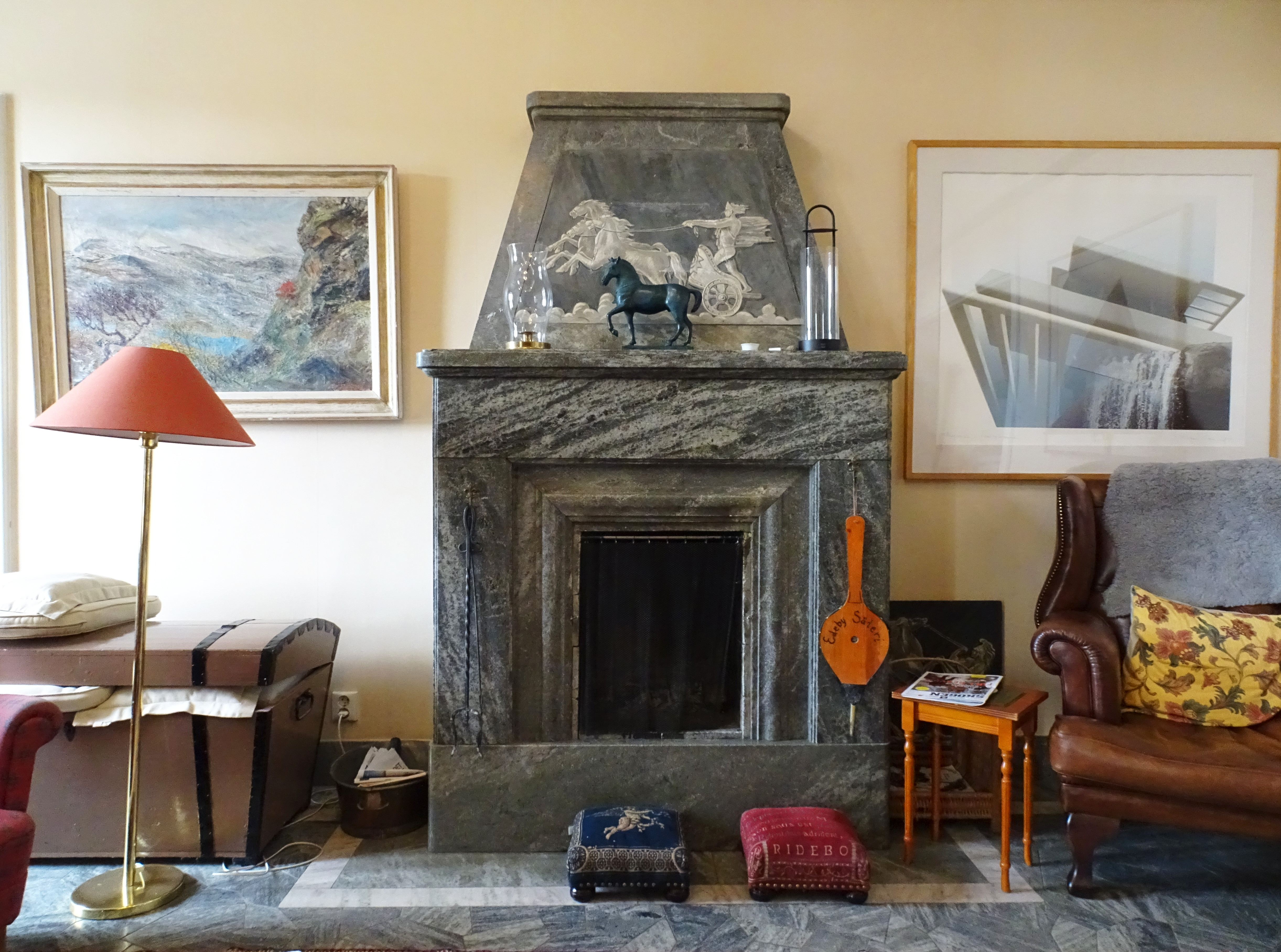
Öppen spis i Edeby säteri.
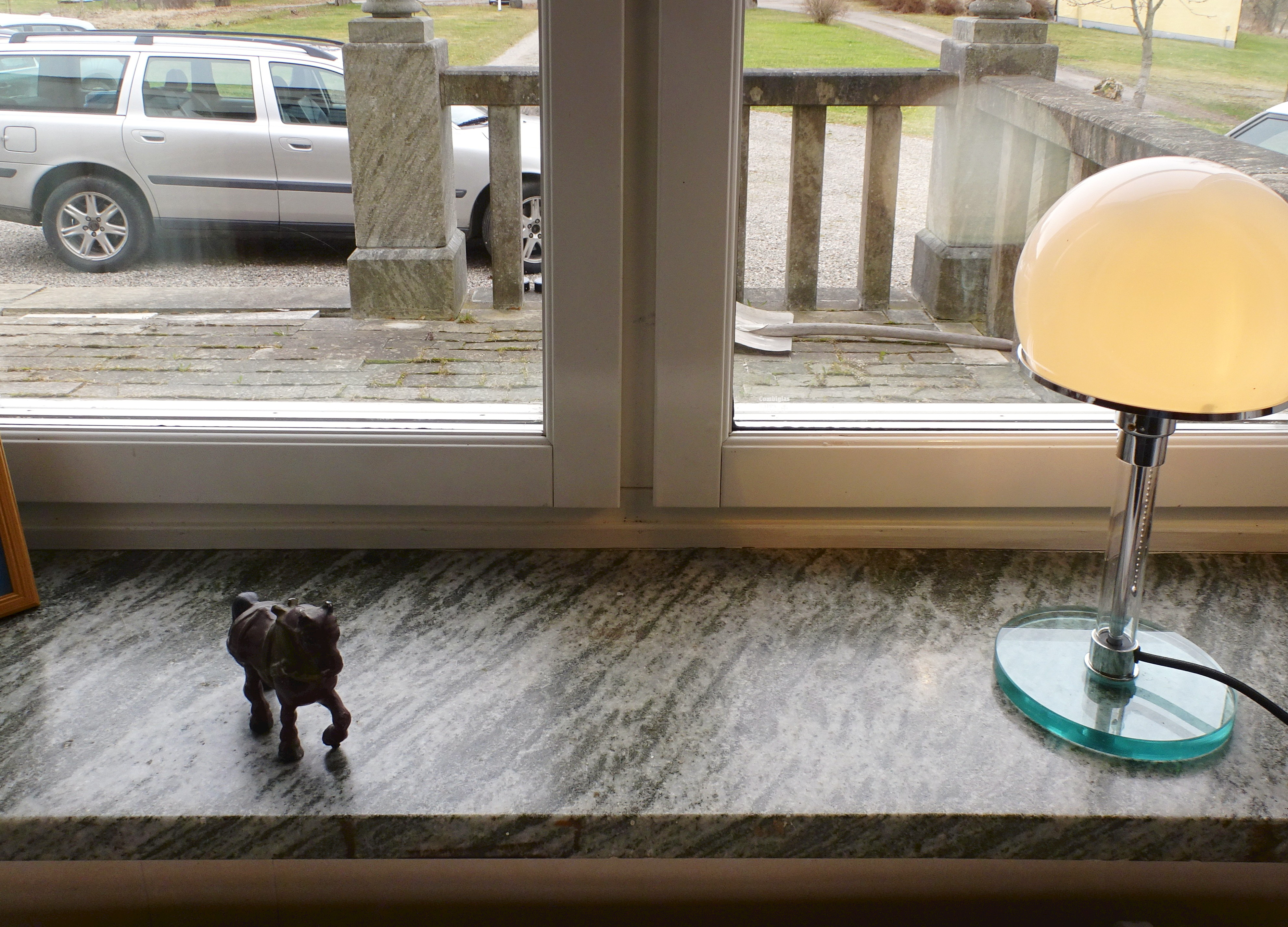
Fönsterbänk i Edeby säteri.
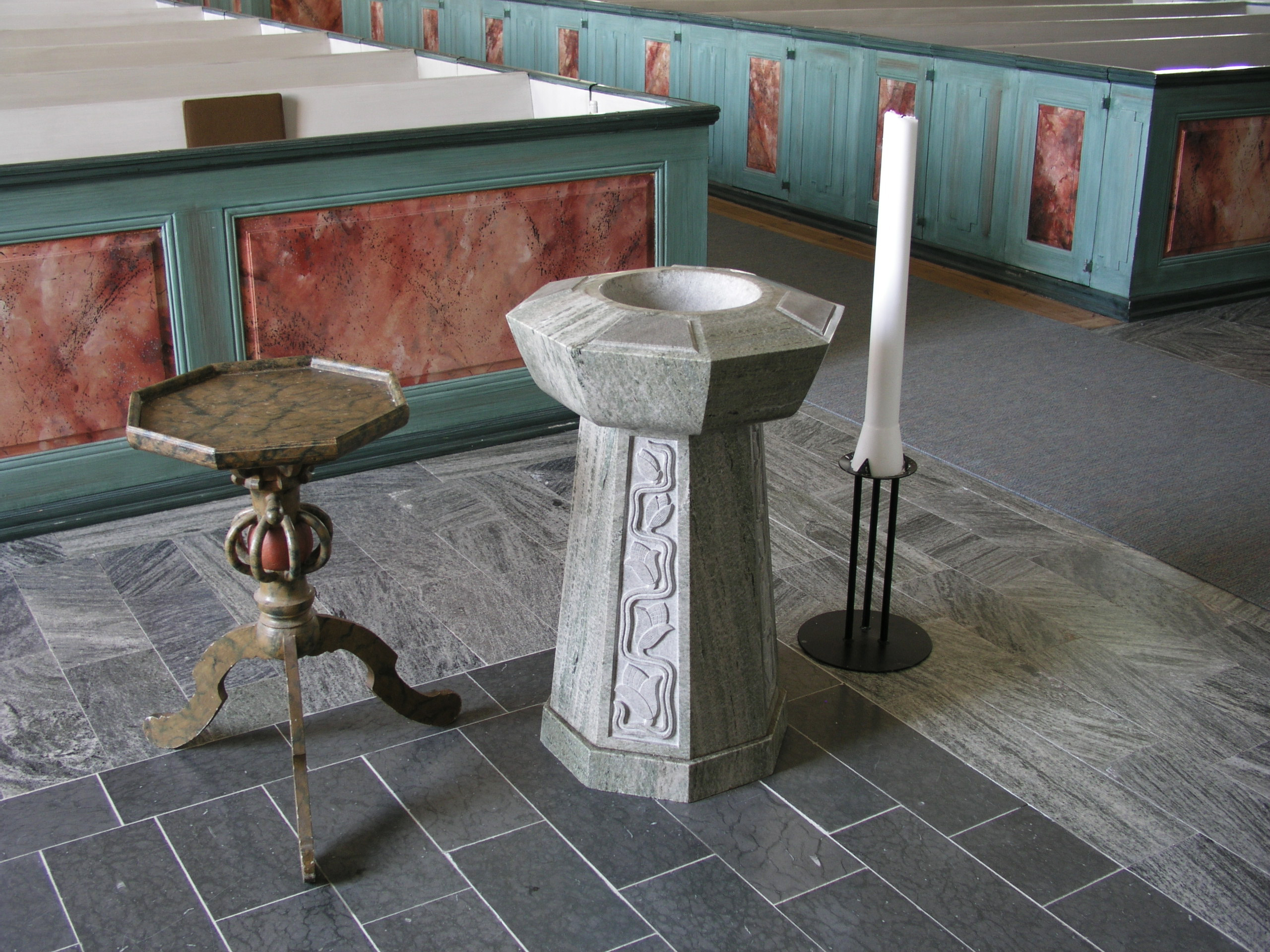
Dopfunt i Hölö kyrka.